# 小行星281561
小行星281561（281561 Taitung），臨時編號2008 UL78，是一顆位於小行星帶的小行星。由鹿林天文台於2008年10月21日發現。
該小行星以台灣東南部的台東縣命名，台東縣具有高山、裂谷、離島等美麗的自然景觀，且擁有台灣最長的海岸線。。